# Rada Miasta Gdyni
Rada Miasta Gdyni – samorządowy organ władzy uchwałodawczej w Gdyni, sprawujący także funkcje kontrolne, złożony z radnych pochodzących z wyboru, działający na podstawie przepisów o samorządzie gminnym oraz o samorządzie powiatowym.

## Składy Rady Miasta

### IV kadencja (2002–2006)[3]
- KWW "Samorządność" – 21 mandatów
- Sojusz Lewicy Demokratycznej-Unia Pracy – 5 mandatów
- KWW Naprzód Gdynio!- Lista Prawicowa – 2 mandaty

### V kadencja (2006–2010)[4]
- KWW "Samorządność" – 17 mandatów
- Platforma Obywatelska – 6 mandatów
- Prawo i Sprawiedliwość – 5 mandatów

### VI kadencja (2010–2014)[5]
- KWW "Samorządność" – 21 mandatów
- Platforma Obywatelska – 5 mandatów
- Prawo i Sprawiedliwość – 2 mandatów

### VII kadencja (2014–2018)[6]
- KWW "Samorządność" – 17 mandatów
- Prawo i Sprawiedliwość – 6 mandatów
- Platforma Obywatelska – 5 mandatów

### VIII kadencja (2018–2024)[7][8]
- KWW "Samorządność" – 17 mandatów
- Koalicja Obywatelska – 5 mandatów
- Prawo i Sprawiedliwość – 5 mandatów
- KWW Wspólna Gdynia – 1 mandat

### IX kadencja (2024–2029)[9][10]
- Koalicja Obywatelska, Ruchy Miejskie i Lewica – 13 mandatów
- Gdyński Dialog – 7 mandatów
- KWW "Samorządność" – 5 mandatów
- Prawo i Sprawiedliwość – 3 mandatów